# Аннінський Сергій Олександрович
Аннінський Сергій Олександрович (рос. Аннинский Сергей Александрович; 25 листопада 1891 — лютий 1942—1943) — архівіст, історик, палеограф, кандидат історичних наук.

## Життєпис
У 1913 р. закінчив навчання у Санкт-Петербурзькому історико-філологічному інституті, відділення російської мови та давніх мов.
У 1913—1920 рр. викладав в петербурзьких гімназіях.
У 1918—1929 рр. працював в Центральному архіві помічником архівіста, архівістом, старшим архівістом, завідувачем відділом, старшим інспектором, інспектором;
У 1922—1924 рр. викладав історію Заходу в окружній Військово-політичній школі ім. Фрідріха Енгельса в Ленінграді.
У 1930 р. вчений зберігач в рукописному відділенні.
У січні 1931 р. — березні 1932 р. вчений зберігач Музею листів, документів і книг АН СРСР.
У березні 1932 р. — жовтні 1935 р. вчений фахівець Інституту книг, документів і листів, звідки був переведений на ту ж посаду в Історико-археографічний інститут.
Від 1936 р. старший науковий співробітник Ленінградського відділення Інституту історії АН СРСР.
Від 19 січня 1937 р. вчений зберігач секції «Історія Західної Європи» архівосховища.
Помер в евакуаційному ешелоні під час блокади Ленінграда.

## Праці
- Переклав написану латиною частину праці шведського історика XVI століття Юхана Відекінда «Історія десятирічної шведсько-московитської війни» (опублікована в 2000 р.);
- Пребывание в Ливорно царского посольства в 1656 году. (Впечатления иностранца) // Сб. статей к сорокалетию ученой деятельности акад. А. С. Орлова. Л., 1934. С. 201—211. (рос.)
- Меховский Матвей. Трактат о двух Сарматиях / Введение, пер., коммент. Предисл. Б. Д. Грекова. М.; Л: Изд-во Акад. наук СССР, 1936. (рос.)
- Диплом Оттона I в коллекции Академии наук СССР [Архівовано 16 квітня 2019 у Wayback Machine.] // ВИД. Сб. статей. М.;Л: Изд-во Акад. наук СССР, 1937. С. 141—160. (рос.)
- Императорский диплом IX века в собрании Академии наук СССР // Там же. С. 161—169. (рос.)
- Акты Кремоны X—XIII века в собрании Академии наук СССР. М.; Л., 1937. (рос.)
- Генрих Латвийский. Хроника Ливонии / введ., пер. и коммент. Отв. ред. Б. Д. Греков и В. А. Быстрянский. М.; Л., 1938; Изд. 2-е. М.; Л., 1938. (рос.)
- Известия венгерских миссионеров XIII—XIV вв. о татарах в Восточной Европе // Исторический архив. Т. 3. М.; Л., 1940. С. 71-112. (рос.)
- Рассуждение о делах Московии Франческо Тьеполо. [Публ. со вступит. статьей] // Там же. С. 305—388. (рос.)
- Александр Невский. М.; Л.: ОГиз, Госполитиздат, 1942. (рос.)